# 현대오토에버
현대오토에버(現代AutoEver)는 현대자동차그룹의 소프트웨어 전문업체이다.

## 사업
In-Car와 Out-Car 영역 전반의 차량 소프트웨어와 인프라를 지원하고, 그룹 내 클라우드 서비스, 시스템 통합(SI, System Integration)과 업무 시스템을 운영 및 유지보수하는 IT 아웃소싱(ITO, IT Outsourcing) 사업을 한다. 클라우드 서비스, 정보시스템 개발 및 유지보수, 네트워크, IDC 운영, 전반적인 시스템 기술 서비스 등의 사업을 진행 중이다. 최근에는 스마트시티, 스마트팩토리 등으로도 사업을 확장 중이며 ‘모빌리티 소프트웨어 프로바이더’로서 모빌리티 소프트웨어 플랫폼을 구축하여 하드웨어와 소프트웨어를 유연하게 연결하여 다가올 모빌리티 생태계를 만들어가고 있다.

## 역사
2000년, 중고자동차 전자상거래 벤처로 설립되었으나, 현대그룹 분리 이후 현대정보기술에서 담당하던 사업영역 중 자동차그룹 부문은 오토에버시스템즈로 넘어오게 되었다. 중고자동차 관련 부문은 그룹 내 물류 전문회사인 현대글로비스로 매각하고, 시스템 통합 전문 업체로 남게 되었다. 2021년 4월 1일 현대오트론과 현대엠엔소프트를 흡수합병하였다.

## 비전
Leading Client Success through Smart Digital Transformation

디지털 혁신을 통해 고객의 성장을 견인하는 Value Creator

## 주요 서비스
현대자동차와 기아자동차 및 현대모비스 등의 연구개발, 물류 전과정에 걸친 IT솔루션을 제공하고 있다. 이외 금융 분야의 전반적인 시스템 기술 서비스를 제공 중이며, 최근에는 공공기관의 정보시스템 구축 솔루션과 통합서비스 제공에도 사업을 확장 중이다.

### IT 컨설팅(IT Consulting)
- ERP 컨설팅
  - 기업이 프로세스 개선을 통하여 효율적인 경영을 할 수 있도록 다양한 산업분야의 경험 및 이해를 바탕으로 최적의 업무 프로세스를 설계하고 변화관리 및 솔루션 기반의 ERP시스템까지 직접 구현하는 컨설팅을 서비스한다.

- 솔루션 컨설팅
  - 기업의 경영 효율성 및 생산성을 높이기 위한 제반 IT 솔루션 or 방법론을 바탕으로 고객의 Needs에 맞게 구축하여 업무에 적용할 수 있도록 컨설팅을 서비스한다.

- 보안 컨설팅
  - 기술적/관리적/물리적 보안 영역의 보안 취약성을 종합적으로 분석함으로써, 향후 보안 강화 방안을 제시하고 보안시스템 도입을 위한 기준 및 절차를 수립한다.

### 시스템 통합(SI, System Integration)
제조, 철강, 건설, 금융, 서비스 등 다양한 산업의 특화된 정보시스템 구축 및 대외고객의 비즈니스 환경과 요구에 맞게 새로운 정보시스템을 구축하거나, 기존 정보시스템을 통합하여 고객의 업무 프로세스를 개선한다.

### IT 아웃소싱(IT Outsourcing)
- 애플리케이션 운영
  - 고객의 비즈니스 환경을 고려하여 최적화된 IT 시스템 신규 구축 및 선진 운영 서비스를 제공한다.

- 인프라 운영
  - 데이터센터, 네트워크, 보안 등 인프라 영역 운영 및 유지보수 서비스를 제공한다.

- 이러닝
  - 최첨단 ICT를 기반으로 기업 HRD를 지원하는 토털 러닝서비스를 제공한다.

### IT 인프라(IT Infra)
- NI
  - 고객의 다양한 요구사항을 반영하여 최적의 네트워크 설계/진단, 구축, 운영, 유지보수 등의 토털 네트워크 서비스를 제공한다.

- 통신
  - Telephony Service, 데이터회선 서비스, Auto-VPN 서비스, 모바일 그룹웨어, M2M 사업 등을 중심으로 통신관련 토탈 서비스를 제공한다.

- IDC
  - 데이터 센터 구축부터 서버, 스토리지 시스템 및 설비 등을 대상으로 구축, 운영 및 유지보수 등 데이터센터 전체 영역에 대한 토탈 서비스를 제공한다.

- 정보보안
  - 보안 기획에서부터 구축, 운영 및 개선에 이르기까지 IT 보안 Life Cycle 전 분야에 대한 종합적인 정보보안 서비스를 제공한다.

- 클라우드 컴퓨팅
  - IT 자원을 제공하고 사용하는 방식으로 인프라, 플랫폼, SW와 같은 IT 자원들을 소유하지 않고 필요할 때 인터넷을 통해 서비스를 제공한다.

- 통합 커뮤니케이션
  - 원활한 커뮤니케이션을 통한 협업의 강화와 의사결정 프로세스의 지원을 통한 업무 처리 효율성의 증대로 업무 생산성을 증대시키는 그룹웨어 솔루션을 제공한다.

- 모바일
  - 효율적이고 효과적인 커뮤니케이션을 위해 스마트폰 또는 스마트패드를 통한 다양한 애플리케이션을 제작하고 서비스 및 대부분의 스마트기기에서 대응할 수 있는 모바일 표준체계 및 개발 플랫폼을 제공한다.

### 컨버전스(IT Convergence)
- 건설 IT
  - 건물 및 도시에 산재하는 여러 시스템을 건설기술과 첨단IT기술을 융합하여 지능형 서비스를 제공한다.

- 교통 IT
  - 다양한 교통수단(철도, 도로, 항만, 공항)의 IT융합 기술을 확보하여 국민의 안전과 편의 및 녹색 교통환경에 맞는 솔루션을 제공하며 교통환경의 변화에 대응하는 미래지향적인 스마트 교통 기술을 제공한다.

- 그린 IT
  - 공장, 건물등에 에너지∙온실가스관리시스템, 에너지절감 인프라 구축 서비스를 제공하여, 기후변화 대응, 에너지경영 체계 구축, 에너지 절감 등의 가치를 창출한다.

- 신재생 에너지
  - 친환경 청정에너지인 신재생에너지 발전 사업 중, 태양광발전시스템과 발전효율 개선 시스템을 구축하여 온실가스 절감 및 기후변화 이슈에 적극대응한다.

- Telematics(텔레매틱스)
  - 차량 내 장착된 단말기를 활용하여 차량을 원격으로 진단하고, 긴급구조는 물론 차량을 중심으로 POI(Point of Interest)검색을 통해 필요한 정보를 쉽게 획득할 수 있도록 서비스한다.

### Manufacturing IT
- R&D IT
  - 제품의 전체 수명주기 동안 제품정보, 프로세스, 도구를 통합 관리하고 관련 부서간의 협업 환경을 제공하며 제품개발 기간 단축, 제품 개발 목표의 조기 달성 및 조직의 제품 개발 역량을 향상시켜 혁신적인 제품 개발을 가능하도록 지원하는 컨설팅 및 통합 솔루션을 제공한다.

- 설계 엔지니어링
  - 설계 엔지니어링 용역/설계 템플릿 컨설팅 및 구축/CATIA 유지보수 및 컨설팅/PDM 사용자 컨설팅을 수행한다.

- 생산기술 IT
  - 생산기술 프로세스 혁신 컨설팅. 2D/3D와 연계된 디지털 생산시스템/디지털공장 컨설팅 및 구축, 공법시스템 등의 프로세스 및 IT 투자 컨설팅을 수행한다. 또한, 새로운 공장과 생산라인을 결정하기 전, 생산제품 중심으로 2D/3D와 연계된 신기술, 신공법이 적용된 디지털 생산시스템/디지털공장을 기반으로, 가상공간에서 선행으로 자원과 프로세스를 최적화하고 생산과 투자 효율성을 극대화할 수 있는 방안에 대하여 시스템 구축 및 IT 투자 컨설팅을 수행한다.

- 공장자동화
  - 공정진행 정보 모니터링 및 컨트롤, 설비제어 및 모니터링, 품질정보 Tracking 및 컨트롤, 실적정보 집계, 창고운영 관리, 재고품 관리, 자재투입 관리, 인력관리 등 생산현장에서 발생할 수 있는 모든 정보를 통합 관리한다.

- 설비관리
  - 설비관리의 경영혁신 및 경영전략 컨설팅, EAM/CMMS 시스템 구축 컨설팅 및 예지보전시스템과 연동하는 점검 및 전문진단 서비스를 제공하여 자산관리 비용을 최소화하고 설비신뢰성을 확보한다.

## 연혁
- 2000년
  - 현대오토에버(오토에버닷컴) 설립

- 2002년
  - 현대차그룹 중국 공장 생산시스템 구축

- 2003년
  - 내비게이션 소프트웨어 ‘SpeedNavi GINI’ 출시

- 2004년
  - 해외사업 진출(미주법인 설립)

- 2005년
  - 현대차그룹 미국 공장 생산시스템 구축

- 2006년
  - 해외사업 확대(인도/중국법인 설립)

- 2007년
  - 현대차그룹 유럽공장 생산시스템 구축
  - 해외사업 확대(유럽법인 설립)
  - 글로벌 내비게이션 소프트웨어 ‘Speed Navi’ 출시

- 2008년
  - 의왕 데이터센터 오픈

- 2009년
  - 3D 내비게이션‘지니3D’ 출시

- 2010년
  - 현대차그룹 미국 공장 생산시스템 구축
  - 해외사업 확대(러시아법인 설립)

- 2011년
  - ‘현대오토에버’로 사명 변경
  - 해외사업 확대(브라질법인 설립)

- 2012년
  - 파주 데이터센터 오픈
  - 차량 인포테인먼트 디바이스 ‘소프트맨’ 런칭

- 2013년
  - 현대차그룹 순정 내비게이션 소프트웨어 개발 및 공급

- 2014년
  - 현대씨엔아이 소규모 합병
  - 중국사업 강화(중국 합자법인 설립)
  - 모바일 내비게이션 ‘맵피’ 서비스 시작

- 2015년
  - 해외사업 강화(멕시코법인 설립)
  - 광주 데이터센터 오픈
  - 내비게이션 소프트웨어 ‘지니NEXT’ 출시

- 2016년
  - 그랜저 1세대 전자아키텍처, mobilgene Classic

- 2017년
  - 부품 계열사 통합 운영
  - 쏘나타 뉴라이즈· 코나 VCI 엔진 제어기, GDI

- 2018년
  - 엔진제어용 통합반도체 양산
  - 서비스 IT 지원 조직 신설 (웹/앱센터)
  - 드론 활용 정밀지도 구축 기술 개발

- 2019년
  - 주식 거래소 상장
  - 지도 데이터 플랫폼 ‘플레이맵’ 런칭
  - 국내 자율 주행용 자동차 전용도로 정밀지도16,000km 구축

- 2020년
  - 제네시스 SUV GV80 이더넷 통신 미들웨어 양산
  - 해외사업 확대(인도네시아법인 설립) mobilgene Adaptive 기술 공개 (미국 CES)

- 2021년
  - 현대오토에버-현대엠엔소프트-현대오트론 3사 합병

## 논란
3개월 간 채용 전형을 거쳐 2차 면접에 합격한 지원자를 일방적으로 불합격 통보하여 갑질 논란이 일기도 하였다.